# 特伦德尔堡
特伦德尔堡（德語：Trendelburg，發音：[ˈtʁɛndl̩ˌbʊʁk] ⓘ）是德国黑森州卡塞尔行政区卡塞尔县的城市，面积69.37平方千米，2023年12月31日人口为4,785人。